# ODF Alliance
ODF Alliance, ODF Альянс — лобби стандарта ISO 26300.
Альянс основан 3 марта 2006 г. 36 компаниями.
Директор альянса (англ. Managing Director) — Marino Marcich (Марино Марчич)
Основные участники ODF Альянса:
- Google
- IBM
- Novell
- OpenOffice.org
- Opera Software
- Oracle
- Red Hat
- Sun Microsystems

В качестве оппозиции, Microsoft и примкнувшими к ней, Apple, Intel и Toshiba был организован Open XML Formats Developer Group.

## Россия и ODFA
Россия в крайне незначительной степени участвует в Альянсе и только на уровне немногих (5) частных организаций. Первой в 2006 г. была фирма «Инфра-Ресурс». Российские организации, участники ODF Альянса:
- Infra-Resource, Ltd. — «Инфра-Ресурс»
- MIKFF
- NC LUG — North Caucasus Linux User Group — «Северо-Кавказская Группа пользователей Linux»
- Project Kalpa